# Tour of Japan 2016
Die 19. Tour of Japan 2016 war ein japanisches Straßenradrennen. Das Etappenrennen fand am 29. Mai und am 5. Juni 2016 statt. Zudem gehörte das Radrennen zur UCI Asia Tour 2016 und dort in der Kategorie 2.1 eingestuft.

## Wertungstrikots
| Etappe         | Etappensieger     | Gesamtwertung      | Punktewertung      | Bergwertung         | Nachwuchswertung  | Teamwertung           |
| -------------- | ----------------- | ------------------ | ------------------ | ------------------- | ----------------- | --------------------- |
| Prolog         | Anthony Giacoppo  | Anthony Giacoppo   | Anthony Giacoppo   | nicht vergeben      | Chris Hamilton    | Avanti Isowhey Sport  |
| 2              | Davide Cimolai    | Pierpaolo de Negri | Davide Cimolai     | Behnam Maleki       | Chris Hamilton    | Avanti Isowhey Sport  |
| 3              | Anthony Giacoppo  | Anthony Giacoppo   | Anthony Giacoppo   | Behnam Maleki       | Chris Hamilton    | Avanti Isowhey Sport  |
| 4              | Mohammad Rajablou | Mahdi Sohrabi      | Pierpaolo de Negri | Mahdi Sohrabi       | Daniel Jaramillo  | Pishgaman Giant Team  |
| 5              | Daniel Jaramillo  | Mahdi Sohrabi      | Anthony Giacoppo   | Rahim Ememi         | Daniel Jaramillo  | Pishgaman Giant Team  |
| 6              | Óscar Pujol       | Óscar Pujol        | Anthony Giacoppo   | Rahim Ememi         | Daniel Whitehouse | Tabriz Shahrdari Team |
| 7              | Yukiya Arashiro   | Óscar Pujol        | Anthony Giacoppo   | Mirsamad Pourseyedi | Daniel Whitehouse | Tabriz Shahrdari Team |
| 8              | Sam Crome         | Óscar Pujol        | Anthony Giacoppo   | Mirsamad Pourseyedi | Daniel Whitehouse | Tabriz Shahrdari Team |
| Wertungssieger | Wertungssieger    | Óscar Pujol        | Anthony Giacoppo   | Mirsamad Pourseyedi | Daniel Whitehouse | Tabriz Shahrdari Team |